# 二
두이(두二)는 한자 부수의 하나. 둘이라는 뜻을 가지고 있으며 전주(轉注)하여 '이분(二分)하다'라는 의미도 있다. 한자의 제자원리를 뜻하는 육서 중의 지사자로서 나무토막 두 개를 옆으로 놓은 모양에서 착안하여 만들었다. 부수로 쓰이는 자이기는 하지만 부수자로 쓰일 때에는 실질적 뜻은 없고 단지 부수로써 한자의 분류를 위해 배정되었을 때가 많다. 한자능력검정시험의 급수에서 8급에 배정되어 있다.

## 二부
| 자획      | 글자                    |
| --------- | ----------------------- |
| 0         | 二                      |
| 1 추가 획 | 亍 于 亏 亐（日文簡軆） |
| 2 추가 획 | 云 互 亓 五 井 亖       |
| 3 추가 획 | 亗                      |
| 4 추가 획 | 亘 亙 亚（簡軆）        |
| 5 추가 획 | 些 亜（日文簡軆）       |
| 6 추가 획 | 亝（韓文簡軆） 亞 亟    |

## 같이 보기
- 중국어 수사